# فولكر براون
فولكر براون (بالألمانية: Volker Braun)‏ هو كاتب مسرحي ألماني، ولد في 7 مايو 1939 في درسدن في ألمانيا.
في سنة 2015 تم تكريمه بجائزة الأركانة العالمية

## وصلات خارجية
- فولكر براون على موقع IMDb (الإنجليزية)
- فولكر براون على موقع الموسوعة البريطانية (الإنجليزية)
- فولكر براون على موقع مونزينجر (الألمانية)
- فولكر براون على موقع أول موفي (الإنجليزية)
- فولكر براون على موقع ديسكوغز (الإنجليزية)
- فولكر براون على موقع كينوبويسك (الروسية)